# Institutul de Lingvistică și Istorie Literară „Sextil Pușcariu”

Institutul de Lingvistică și Istorie Literară „Sextil Pușcariu”

Institutul de Lingvistică și Istorie Literară „Sextil Pușcariu” din Cluj-Napoca este o unitate de cercetare științifică fundamentală cu profil umanist, care funcționează sub auspiciile Academiei Române.

## Scurt istoric
Sub numele inițial de Muzeul Limbii Române, institutul a fost înființat, la Cluj, din inițiativa lui Sextil Pușcariu, la 1 octombrie 1919, prin Hotărârea Consiliului Dirigent din 27 august 1919. Creat ca o consecință pe plan cultural și științific a Marii Uniri, el și-a câștigat rapid prestigiul de cel mai solid institut de profil din perioada interbelică. A funcționat la început pe lângă catedra de limba română a Facultății de Litere și Filosofie din Cluj. Așa cum l-a conceput fondatorul său, reputatul lingvist și om de cultură Sextil Pușcariu, devenit, totodată, și întâiul rector al Universității clujene, Muzeul Limbii Române își propusese, în „statutele” sale, câteva obiective generoase: „strângerea și prelucrarea științifică a materialului lexicografic al limbii române din toate timpurile și din toate regiunile locuite de români; pregătirea de studii și lucrări speciale în vederea unificării limbii literare și a terminologiei tehnice și speciale în toate ținuturile românești; deșteptarea interesului obștesc pentru studiul și cultivarea limbii române; pregătirea de filologi români”. Dezideratele științifice avute în vedere sunt următoarele: sistematizarea materialului lexicografic al limbii române, inițierea unor cercetări dialectale și lexicografice, pe baza unor anchete directe și a unor chestionare, publicarea unor monografii, dicționare speciale, glosare, studii, bibliografii, constituirea unei biblioteci de profil, precum și a unei reviste de specialitate. Istoricul muzeului mai consemnează perioada refugiului la Sibiu, între 1940-1945, concomitent cu mutarea Universității clujene în urma Dictatului de la Viena. Reorganizat în anul 1949, se transformă, în urma restructurării cercetării științifice academice, în Institutul de Lingvistică și Istorie Literară. După 1990, își atașează la titulatură sa și numele fondatorului. Între anii 1974-1990, institutul a funcționat sub egida Universității „Babeș-Bolyai” din Cluj-Napoca.
Pe parcursul unui secol de existență, ca directori ai Institutului au activat Sextil Pușcariu (1919–1940), Alexe Procopovici (1940–1946), Ștefan Pașca (1946–1948) și, ulterior, director științific adjunct, Emil Petrovici (1949–1968), Ioan Pătruț (1968–1974), Dumitru Pop (1974–1976), Octavian Șchiau (1976–1989), Ion Mării (1990–1992, 1999–2011), Eugen Beltechi (1992–1998), Liviu Petrescu (1998–1999), Eugen Pavel (2011–2023), Adrian Tudurachi (din 2023).

### Dicționarul-tezaur

Muzeul va deveni, în primul rând, șantierul ideal de elaborare a Dicționarului limbii române, denumit și Dicționarul Academiei (DA), sarcină pe care Academia Română i-o încredințase lui Sextil Pușcariu, încă din 1906. Publicat mai întâi în fascicule, Dicționarul- tezaur va cuprinde cinci tomuri, grupând literele A-B, C, D-De, F-I și J-L (până la cuvântul lojniță), care au văzut lumina tiparului între 1913-1949. La realizarea acestei opere lexicografice de mari proporții, considerate „una dintre culmile lexicografiei naționale”, rămase, din păcate, neterminată, au participat, alături de coordonatorul ei efectiv, Sextil Pușcariu, lingviștii Constantin Lacea și Theodor Capidan, secondați de Nicolae Drăganu, Constantin C. Diculescu, Dumitru Evolceanu, Teodor Naum, Ștefan Pașca, Yves Auger, I.A. Rădulescu-Pogoneanu și alții.

### Atlasul lingvistic român

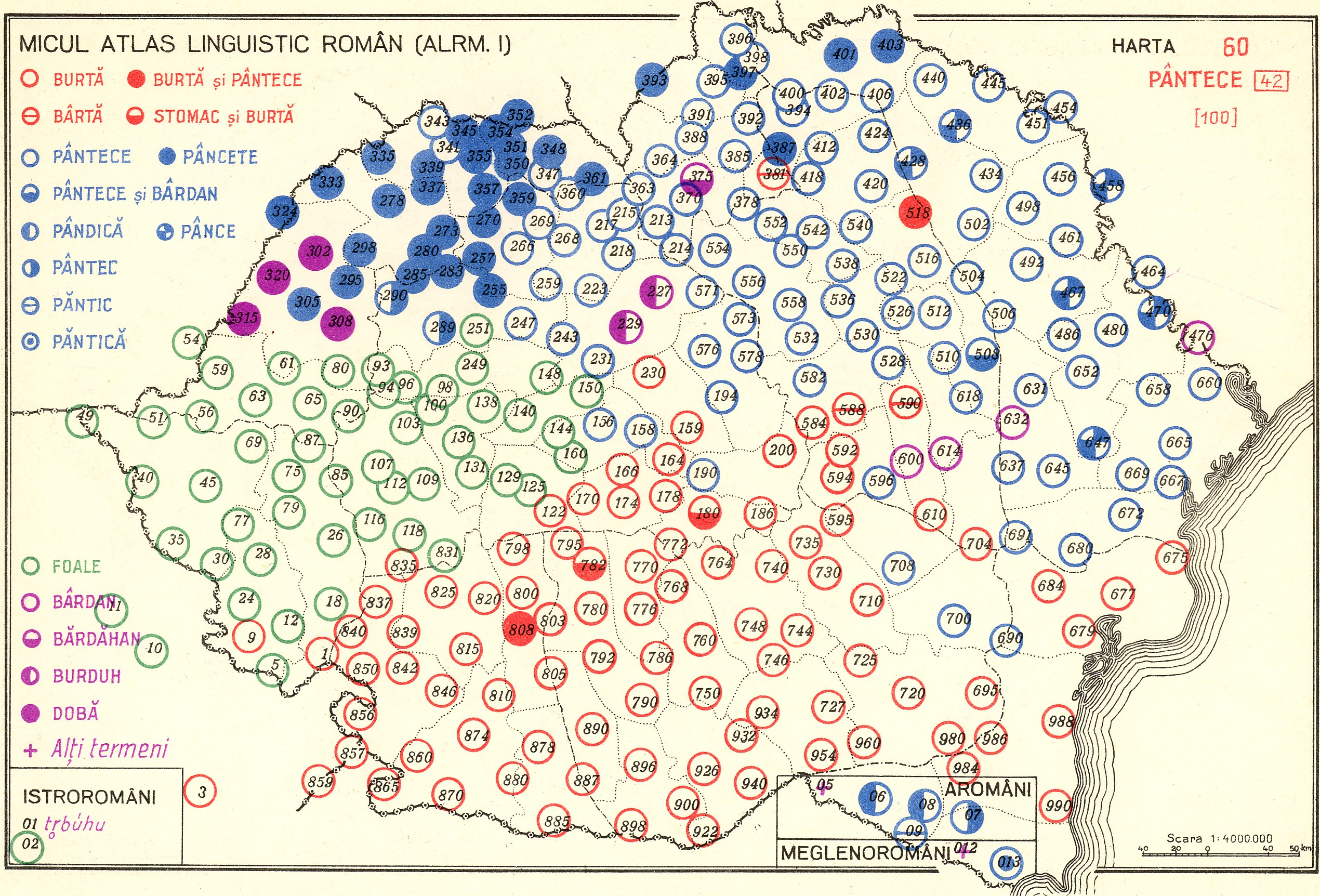

Cea de-a doua lucrare științifică de răsunet elaborată în cadrul institutului fondat și condus de Sextil Pușcariu a fost Atlasul lingvistic român. Gândită tot de ctitorul Muzeului, ea a fost pusă exemplar în practică de doi dialectologi de excepție, Sever Pop și Emil Petrovici. În acest scop, au fost întocmite și lansate opt chestionare tematice, între 1922-1937, pentru anchetele indirecte, prin corespondenți. După ce au fost efectuate, între anii 1930 și 1938, în paralel, cele 398 de anchete directe cu ajutorul a două chestionare, au apărut în continuare, până în 1943, patru volume din ancheta întreprinsă de Sever Pop  Arhivat în 9 iulie 2021, la Wayback Machine. și, respectiv, trei volume din cea înfăptuită de E. Petrovici, cel din urmă fiind și autorul unui volum de Texte dialectale.

### Publicații periodice
Începând din 1921, va apărea revista „Dacoromania”. Din acest buletin al Muzeului, considerat, la vremea respectivă, cel mai bun periodic de specialitate de la noi, au fost publicate, până în 1948, 11 volume masive, însumând aproximativ 9000 de pagini, consacrate cercetărilor de lingvistică și filologie, în principal, dar și celor de folclor și istorie literară.
Institutul va edita, începând din 1956, o nouă revistă de specialitate, „Cercetări de lingvistică”, cu apariții bianuale până în 1993. Redactor responsabil al revistei a fost, inițial, Emil Petrovici, iar din 1969 Ioan Pătruț. În continuarea acesteia, este reluată, în 1994, vechea denumire a publicației „Dacoromania”, serie nouă, sub egida Editurii Academiei Române. Institutul îngrijește și o revistă bianuală în limba maghiară, care apare din 1957: „Nyelv-és irodalomtudományi közlemények” (Studii și cercetări de lingvistică și istorie literară). Începând din 15 iunie 2014, este editată și revista „Dacoromania litteraria” în format on-line. Actele Conferinței Internaționale „Zilele Sextil Pușcariu”, cu o periodicitate din doi în doi ani,  sunt reunite, începând din 2013, în noua publicație de tip proceedings „Caietele Sextil Pușcariu”.

## Direcții de cercetare

### Lexicografia
Principalele direcții de cercetare – lexicografia și dialectologia – inaugurate de Sextil Pușcariu au fost continuate în perioada postbelică. În colaborare cu Institutul de Lingvistică din București, colectivul clujean va elabora, începând din 1952, Dicționarul limbii române literare contemporane, apărut, în patru volume, între 1955-1957, sub conducerea lui Dimitrie Macrea. În deceniul al șaselea este reluat Dicționarul limbii române (DLR), realizat în colaborare cu institutele similare din București și Iași. Din noua serie, colectivului clujean de lexicologie-lexicografie română i-au revenit, până în deceniul zece, următoarele tomuri care s-au publicat: tom VII, partea a 2-a, litera O (1969); tom IX, litera R (1975), tom XI, partea a 2-a, litera T: t – tocăliță (1982); tom XI, partea a 3-a, litera T: tocă – twist (1983); tom XII, partea 1, litera Ț (1994), ultimul distins cu Premiul „B.P. Hasdeu” al Academiei Române. De asemenea, au fost publicate volumul al doilea din litera L (2008), precum și, integral, literele J, K și Q (2010). Este notabilă activitatea de coordonare lexicografică pe care a desfășurat-o în această perioadă lingvistul Vasile Breban, autor sau coautor și a altor dicționare explicative și generale sau cu profil enciclopedic. Începând din 2011, a fost reluată seria veche a Dicționarului Academiei, la Cluj urmând a se redacta literele F-I.
În cadrul colectivului de lexicografie bilingvă a fost întocmit un mare Dicționar român-maghiar, apărut în două volume, în 1964. În 2010-2011 s-a publicat la Editura Academiei Române un masiv Dicționar maghiar-român. Magyar román-szótár, în două volume.

### Dialectologia și geografia lingvistică
Cealaltă direcție importantă de cercetare și anume dialectologia-geografia lingvistică s-a axat, în ultimele decenii, pe reluarea și continuarea editării Atlasului lingvistic român, partea a II-a, ancheta lui Emil Petrovici (ALR II), fiind publicate șapte volume mari, între 1956-1972, și patru volume mici, interpretative, între 1956-1981 (lucrare premiată de Academia Română). Au fost editate, totodată, Chestionarul Atlasului lingvistic român II (1988) și Chestionarul Atlasului lingvistic român I (1989).
Pe de altă parte, au fost realizate anchetele și a început publicarea volumelor aferente pentru Noul Atlas lingvistic român, pe regiuni, din care au apărut, până în deceniul zece, cinci volume dedicate graiurilor bănățene, între 1980-2011, (volumul II, din 1997, fiind răsplătit cu Premiul „Timotei Cipariu” al Academiei Române), patru volume celor maramureșene, între 1969-1997, patru volume celor din Transilvania, în 1992 (încununat cu Premiul „Timotei Cipariu” al Academiei Române) , în 1997, 2002 și 2006, precum și patru volume graiurilor din Crișana. 
Concomitent cu editarea, în continuare, a atlaselor regionale, dialectologii clujeni participă la două proiecte internaționale: Atlasul limbilor Europei (ALE) și Atlasul lingvistic romanic (ALiR). Recent, a fost inițiat, tot aici, un nou proiect privind realizarea unui atlas lingvistic consacrat graiurilor românești din Serbia orientală, respectiv zona cuprinsă între Morava, Dunăre și Timoc, în 2021 fiind publicate volumele I și IV.
Au fost editate, de asemenea, două volume de Materiale și cercetări dialectale, în 1960 și, respectiv, în 1983. Este organizat periodic, din doi în doi ani, Simpozionul Internațional de Dialectologie, ajuns în 2022 la a XX-a ediție, ale cărui lucrări sunt publicate în volum .

### Onomastica
Continuând cercetările de onomastică pornite, în trecut, de Nicolae Drăganu, Ștefan Pașca, Vasile Bogrea, George Giuglea, Gustav Kisch și alții, au fost efectuate, încă din deceniul șase, anchete directe de antroponimie și toponimie în diferite zone, precum Valea Bistriței (Bicaz), Valea Sebeșului, Porțile de Fier, Maramureș, Valea Jiului etc., publicându-se un bogat material. Ulterior, au fost demarate lucrările la Dicționarul toponimic al României. Transilvania, anchetându-se un mare număr de puncte în județele Alba, Bihor, Cluj, Sălaj și Sibiu. Până în prezent au apărut volumele consacrate județului Sălaj, precum și Văii Hășdății și Văii Ierii, iar în continuare vor fi publicate o serie de monografii toponimice ale unor bazine hidrografice.
Clujul a devenit, în ultimele decenii, gazda unor simpozioane naționale de onomastică, care s-au materializat prin publicarea volumului Studii și materiale de onomastică (1969), precum și a unor Studii de onomastică, vol. I-V (1976-1990).

### Filologia
O nouă direcție de cercetare, menită să reînnoade, de asemenea, o tradiție, este aceea de filologie și limbă literară, prin inițierea proiectului Corpusul însemnărilor manuscrise românești din Transilvania. Filologii clujeni au participat, totodată, la editarea Bibliei de la Blaj  (lucrare distinsă în 2000 cu Premiul „Timotei Cipariu” al Academiei Române), precum și a Bibliei lui Petru Pavel Aron, ambele în colaborare cu Institutul de Istorie „G. Barițiu” din Cluj-Napoca. Semnalăm, de asemenea, colaborarea la Enciclopedia literaturii române vechi, realizată sub egida Institutului de Istorie și Teorie Literară „G. Călinescu” din București, publicată în 2018 la Editura Muzeului Național al Literaturii Române. Ultima lucrare reprezentativă din 2024 este Școala Ardeleană. Antologie de texte. 1743‒1830, concepută și coordonată de Eugen Pavel, apărută la Editura Școala Ardeleană.

### Istoria literară
Istoria literară s-a constituit, în anii postbelici, ca o coordonată de prim rang a studiilor umaniste clujene, adăugându-se, la modul instituționalizat, celei lingvistice. Ea se înscrie, astfel, în prelungirea cercetărilor anterioare întreprinse de istoricii literari Dimitrie Popovici, Gheorghe Bogdan-Duică, Ion Breazu, Ion Chinezu, Ion Mușlea, Iosif Pervain și alții, care au creat o adevărată școală în capitala transilvană. O serie de lucrări colective au polarizat, în acest răstimp, interesul literaților clujeni din cadrul institutului. Menționăm, astfel, bibliografia analitică cu titlul Românii în perioadele germane din Translvania, din care a apărut, în 1977, volumul dedicat perioadei 1779-1840, iar cel pentru perioada 1841-1860 fiind publicat în 1983. O cercetare a fost consacrată presei literare românești din Transilvania până la 1918. Un alt volum colectiv de studii, cu o deschidere interdisciplinară, se intitulează De la N. Filimon la G. Călinescu. Studii de sociologie a romanului românesc, apărut în 1982. În ultimele decenii, colectivul de istorie literară s-a concentrat pe elaborarea unor lucrări lexicografice de mare anvergură, dintre care au apărut recent câteva volume de referință: Dicționarul cronologic al romanului românesc, de la origini până la 1989, apărut în 2004 , Dicționarul cronologic al romanului tradus în România, de la origini până la 1989, apărut în 2005, Dicționarul cronologic al romanului românesc. 1990‒2000, publicat în 2011, precum și Dicționarul cronologic al romanului tradus în România. 1990‒2000, publicat online în 2017. Între acestea se înscrie și colaborarea consistentă la Dicționarul general al literaturii române.

## Valorificarea proiectelor de cercetare (lucrări publicate în ultimii ani)
- Dicționarul limbii române (DLR). Serie nouă, tom XII, partea a 2-a, litera U, București, Editura Academiei Române, 2002, 468 p.
- Dicționarul cronologic al romanului românesc de la origini până la 1989, București, Editura Academiei Române, 2004, LIX + 1277 p. (lucrare distinsă cu Premiul Uniunii Scriitorilor din România).
- Dicționarul cronologic al romanului tradus în România de la origini până la 1989, București, Editura Academiei Române, 2005, LXVI + 866 p.
- Atlasul lingvistic român, pe regiuni. Transilvania, de Grigore Rusu, Viorel Bidian, Dumitru Loșonți, vol. III, București, Editura Academiei Române, 2002, XXXVI + 312 p.; vol. IV, București, Editura Academiei Române, 2006, LIII + 356 p.
- Atlasul lingvistic român, pe regiuni. Banat, de Eugen Beltechi, Ioan Faiciuc, Nicolae Mocanu, sub conducerea lui Petru Neiescu, vol. IV, București, Editura Academiei Române, 2005, XXI + 180 p.; vol. V, București, Editura Academiei Române, 2011, LXII p. + 246 p.
- Tezaurul toponimic al României. Transilvania. Județul Sălaj, de Eugen Pavel (coord.), Augustin Pop, Ion Roșianu, Gabriel Vasiliu, București, Editura Academiei Române, 2006, 358 p.
- Tezaurul toponimic al României. Transilvania. Valea Hășdății, de Dumitru Loșonți, Sabin Vlad, București, Editura Academiei Române, 2006, 140 p.
- Dicționar explicativ al limbii române de azi, de Elena Comșulea, Valentina Șerban, Sabina Teiuș, București & Chișinău, Editura Litera Internațional, 2007, 1087 p.
- Dicționarul uzual al limbii române (DULR), de Elena Comșulea, Valentina Șerban, Sabina Teiuș, Pitești, Editua Paralela 45, 2008, 909 p.
- Dicționarul limbii române (DLR). Serie nouă. Tomul V, litera L (li - luzulă), București, Editura Academiei Române, 2008, 815 p.
- Dicționarul limbii române (DLR). Serie nouă. Tomul III, literele J, K, Q, București, Editura Academiei Române, 2010, 98 p.
- Tezaurul toponimic al României. Transilvania. Valea Ierii, de Dumitru Loșonți, Sabin Vlad, București, Editura Academiei Române, 2010, 206 p.
- Dicționarul cronologic al romanului românesc. 1990-2000, București, Editura Academiei Române, 2011, 498 p.
- Noul Atlas lingvistic român. Crișana, de Dorin Urițescu (coord.), Ionel Stan, Gabriela Domide Adam, Lăcrămioara Oprea, Veronica Vlasin, vol. III, București, Editura Academiei Române, 2011, LII p. + 278 p.
- Dicționarul cronologic al romanului tradus în România. 1990‒2000, Cluj-Napoca, Institutul de Lingvistică și Istorie Literară „Sextil Pușcariu”, 2017, 542 p.
- Noul Atlas lingvistic român. Crișana, de Dorin Urițescu (coord.), Ionel Stan, Veronica Ana Vlasin, Gabriela Violeta Adam, Lăcrămioara Oprea, vol. IV, București, Editura Academiei Române, 2017, 320 + LX p.
- Școala Ardeleană. Antologie de texte alcătuită și coordonată de Eugen Pavel, vol. I–IV, București, Academia  Română, Fundația Națională pentru Știință și Artă, Muzeul Național al Literaturii Române, 2018, CCXCIV + 1418 p. + 1728 p.+ 1728 p. + 1600 p. Lucrare distinsă cu Premiul „Timotei Cipariu” al Academiei Române.
- Atlasul lingvistic român. Graiurile dintre Morava, Dunăre și Timoc. Vol. I, IV. Autori: Petru Neiescu, Eugen Beltechi, Ioan Faiciuc, Nicolae Mocanu. Prefață de Nicolae Mocanu, București, Editura Academiei Române, 2021, XXXV + 313 p, LIII + 328 p.
- Noul Atlas lingvistic român. Crișana, de Dorin Urițescu (coord.), Ionel Stan, Gabriela Violeta Adam, Veronica Ana Vlasin, vol. V. Verbul, București, Editura Academiei Române, 2022, XXXIX + 356 p.
- Atlasul lingvistic român pe regiuni. Banat , vol. VI. Partea I: Material lingvistic necartografiat, București, Editura Academiei Române, 2023 (online), CLXXXIV + 618 p.
- Atlasul lingvistic român pe regiuni. Banat, vol. VI. Partea a II-a: Hărți lingvistice interpretative,  București, Editura Academiei Române, 2023 (online), LXX + 482 p.
- Dicționarul cronologic al romanului românesc de la origini până în 2000, vol. I–II, ediție revizuită și adăugită, Cluj-Napoca, Presa Universitară Clujeană, 2023, LXXXV + 858 + 1092 p.
- Școala Ardeleană. Antologie de texte. 1743‒1830. Ediție revăzută și adăugită. Introducere, cronologie, notă asupra ediției, selecție și coordonare: Eugen Pavel, vol. I‒IV, Cluj-Napoca, Editura Școala Ardeleană, 2024, 731 + 952 + 1071 + 866 p.